# Badister meridionalis
Badister meridionalis – gatunek chrząszcza z rodziny biegaczowatych i podrodziny dzierowatych. Zamieszkuje Palearktykę od Półwyspu Iberyjskiego i Maroka po Syberię i Indie.

## Taksonomia
Gatunek ten opisany został po raz pierwszy w 1925 roku przez Louisa Puela na łamach „Miscellanea Entomologica”.

## Morfologia
Chrząszcz o wydłużonym ciele długości od 5,6 do 7,5 mm. 
Głowa jest czarna, wyraźnie węższa od przedplecza i niewiele od niego dłuższa (nie przekraczająca 1,2-krotności jego długości), wyraźnie dłuższa niż u dreptacza barwnego. U samców długość i szerokość głowy są wyraźnie mniejsze niż u samic.  Czułki są żółtoczerwone do czerwonobrązowych z przyciemnionymi na szczytach lub całkowicie członami od drugiego do szóstego, przyciemnionym wierzchem członu pierwszego, a czasem także szczytem członu siódmego. Warga górna jest na przedniej krawędzi ostro, V-kształtnie wycięta. Aparat gębowy ma nieco tylko przed szczytem zakrzywione żuwaczki, z których prawa ma wykrojenie na krawędzi zewnętrzno-grzbietowej, a lewa jest niezmodyfikowana. Głaszczki są czerwonobrązowe z przyczernionym szczytem ostatniego członu. Ostatni człon głaszczków szczękowych jest spiczasty.
Przedplecze jest żółtoczerwone do czerwonego, nieznacznie bardziej zwężone ku tyłowi niż ku przodowi, o podstawie niemal równej szerokości przedniej krawędzi. Tarczka jest czarna. Pokrywy mają tło żółtoczerwone lub czerwone z czarnym wzorem, typowo w formie pary lekko półksiężycowatych plam o zaokrąglonej przedniej wypustce i ukośnie pod ostrym kątem biegnącej ku szwowi krawędzi wewnętrznej, jednak plamy te mogą być różnie rozległe, a niekiedy są rozbite na kropkę przednią i tylną. Międzyrzędy są gładkie. Powierzchnie pokryw mają po jednym chetoporze (punkcie szczecinkowym) przytarczkowym i od jednego do trzech (zwykle dwa) chetoporów dyskalnych. Irydyzacja powierzchni pokryw jest bardzo silna, mocniejsza niż u dreptacza barwnego, a ich mikrorzeźba bardzo drobna – na 10 μm długości mieści się pięć do sześciu cienkich rysek poprzecznych o konturach rozmytych nawet przy 150-krotnym powiększeniu. Na wierzchołkowej krawędzi pokryw występują słabo widoczne, bardzo krótkie szczecinki o długości wynoszącej ćwierć szerokości drugiego międzyrzędu. Skrzydła tylnej pary są w pełni wykształcone. Episternity śródtułowia są ciemnobrązowe do czarnych, a barwa zapiersia i odwłoka jest czarna.
Genitalia samca mają edeagus o szerokim, nieco owalnym, dość niesymetrycznym pierścieniu o krótkim i na prawo skrzywionym szczycie, kielniowatej paramerze prawej oraz szerokiej paramerze lewej z zaokrągloną krawędzią bliższą i stopniowo uwypuklonym brzegu szczytowym. Płat środkowy (prącie) jest trochę niesymetryczny, wyraźnie bocznie zafalowany, wyraźnie na szczycie wcięty, zaopatrzony w gładki, dobrzusznie skierowany guzek na wierzchołku.  Genitalia samicy mają krótką, szeroką, czapeczkowatą torebkę kopulacyjną i długą, C-kształtną spermatekę ze spiralnie skręconą w lewo częścią odsiebną. Tylne części laterotergitów są niezbyt długie, dzwonkowate i mocno zesklerotyzowane. Wszystkie szczecinki na szczytowych krawędziach spodu laterotergitów skierowane są ku przodowi, mniej lub bardziej prostopadle do tychże krawędzi. Pierwszy gonokoksyt ma kształt trójkątny lub lejkowaty i pozbawiony jest punktowania, drugi zaś jest wyraźnie wypukły, krótszy i słabiej zakrzywiony niż u dreptacza okazałego.

## Ekologia i występowanie
Owad rozmieszczony na nizinach, higrofilny. Zasiedla porośnięte roślinnością wilgotne pobrzeża wód, mokradła i wilgotne łąki, przy czym preferuje stanowiska otwarte. Postacie dorosłe zimują pod płatami mchów na skrajach lasów.
Gatunek palearktyczny. W Europie znany jest z Portugalii, Hiszpanii, Irlandii, Wielkiej Brytanii, Francji, Belgii, Holandii, Niemiec, Szwajcarii, Austrii, Włoch, Danii, Szwecji, Polski, Czech, Słowacji, Węgier, Białorusi, Ukrainy, Mołdawii, Bułgarii, Chorwacji, Bośni i Hercegowiny, Macedonii Północnej oraz europejskiej części Rosji. W Afryce Północnej zamieszkuje Maroko, Algierię i Tunezję. W Azji podawany jest z anatolijskiej części Turcji, Gruzji, Azerbejdżanu, Kazachstanu, Tadżykistanu, Iranu i północnych Indii. Na wschód dociera do obwodu nowosybirskiego.